# Рудольф фон Лабан
Рудо́льф фон Ла́бан (угор. Rezső Laban de Váraljas, нім. Rudolph von Laban, англ. Rudolf Laban, повне ім'я — англ. Rudolf Jean Baptiste Attila Marquis Laban de Varalja; 15 грудня 1879, Пресбург, Австро-Угорщина — 1 липня 1958, Вейбридж у графстві Суррей, Велика Британія) — танцівник, хореограф, педагог і теоретик танцю.
Вважається творцем та основоположником:
- кінетографії танцю (англ. Labanotation або англ. Kinetography Laban) — системи нотації рухів людського тіла;
- методики аналізу руху (англ. Laban Movement Analysis, LMA) — області знань про способи руху людського тіла;
- нового напряму хореографії танцю модерн у формі «експресивного танцю» (нім. Ausdruckstanz; разом з Мері Вігман).

## Біографія

### Дитинство та молоді роки

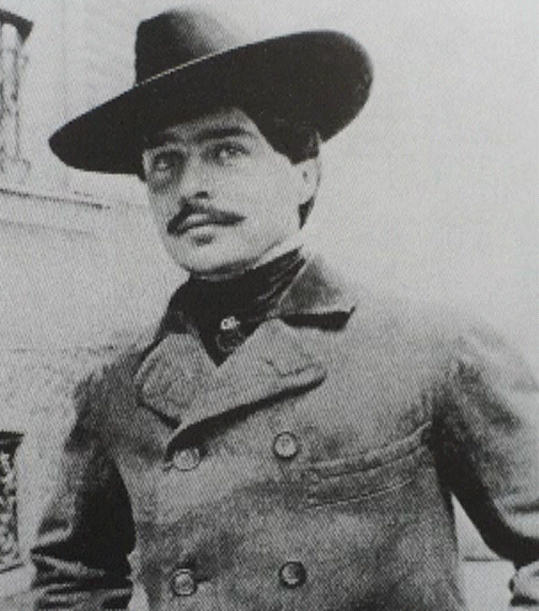
Рудольф фон Лабан. Кадр з фільму «Living Architecture. Rudolf Laban and the Geometry of Dance»

Рудольф Лабан народився у Пресбурзі (тоді — Австро-Угорщина), в аристократичній сім'ї: його батько був генералом й належав до угорського дворянства, мати була родом з Англії. Через постійну зайнятість батька Рудольф і три його молодші сестри виховувались у родині дядька — архітектора, Антуана Сендлейна. Хлопець ходив до школи у Пресбурзі а згодом, у Відні. Юнак переважно цікавився живописом, ляльковим театром, оперою, кінними перегонами, фехтуванням та життям за лаштунками театрів обох міст. Рудольф розділив своє дитинство між Пресбургом і Віднем, часто буваючи у Сараєво та Мостарі, так як його батько у той час обіймав посаду військового губернатора Боснії і Герцеговини. Особливе враження у той час на нього справили ритуали суфійського ісламу та танці дервішів. У 1899 році як курсант військової академії у Вінер-Нойштадті він цікавився військовими парадами і маневрами — проте його художні нахили виявились сильнішими за обставини.

### Париж та перші кроки у мистецтві (1900—1907)
У 1900 Лабан був зарахований до Школу красних мистецтв у Парижі на вивчення архітектури та філософії, але заняття він відвідував нерегулярно. Він мав свою власну студію в Монпарнас і невеликий будинок дружини Марти Фріке, художниці, в Сент-Моріці, недалеко від Весненського лісу. Лабан вів спосіб життя, характерний для богемних художників. Малюючи карикатури і плакати у стилі модерн, паралельно вивчав метод теоретика сценічного мистецтва Франсуа Дельсарта. Маючи час від часу співпрацю з кабаре і бульварними театрами, почав уважніше придивлятися до різних форм руху і поведінки акторів та намагався їх занотовувати. Під час навчання зблизився з розенкрейцерами, принципи духовного життя котрих зробили вплив на всю його кар'єру майбутнього хореографа.
У 1907 році померла його дружина. Лабан, засмучений втратою, відправив двох своїх дітей до батьків покійної дружини на околицю Ганновера й покинув Париж у стані першого з багатьох нападів депресії. Він повернувся до Відня, де мешкав його батько після відставки.

### Мюнхен і перші теоретичні концепції (1910—1912)
Лабан одружився вдруге у 1910 році зі співачкою Майєю Ледерер. Вони перебираються до Мюнхена, а у 1912 році там заснував свою експериментальну школу під назвою «Tanz-Ton-Wort» (танець-звук-слово). Хоча забезпечував себе доходами з малювання, а його карикатури регулярно публікувались у сатиричному журналі «Jugern», Лабан все більший інтерес проявляв до виконавського мистецтва. У віці 30 років, захопившись ідеями відомої американської танцівниці Гайді Дзінковска (англ. Heidi Dzinkowska) і вільним танцем, фон Лабан починає розробляти власний стиль пластики — «експресивний танець» (нім. Ausdruckstanz).
Саме у Мюнхені Рудольф Лабан розпочав свою велику битву за становлення танцю як самостійного виду мистецтва. Він зробив це через заперечення домінування музики, яке експонували у своїх роботах Ісідора Дункан, Рут Сен-Дені і, особливо, Еміль Жак-Далькроз та артисти балету. Створення танцю як самостійного виду мистецтва було необхідною інтерпретацією даного питання в умовах індустріального суспільства. Відкидаючи тоді модне у мистецтві повернення до античних коренів і шукаючи нових джерел розвитку поза межами пантомімічних та балетних рухів, Лабан вирішив вивчити основний засіб (посередник) сутності руху — людське тіло — та визначити його організаційні цілі.
В. Кандинський і Р. Лабан проживали і творили на одній і тій самій вулиці — Швабінг у Мюнхені — правда нема доказів, що були знайомі між собою, але протилежне є мало правдоподібним. Панував тоді звичай найму житла у групі друзів, завдяки чому близькі між собою люди могли проводити час у своєму товаристві. Обидва митці до своєї праці підходили з реформаторських позицій. Зусилля Кандинського, спрямовані на звільнення образотворчого мистецтва від необхідності представлення привели його і його групу «Blaue Reiter» до боротьби із усередненням вираженням, аналогічно як і його товариша Арнольда Шенберга та його музику. Кожен з трьох згаданих митців шукав духовні підвалини для нової форми артистичного вираження; кожен створив новий напрям у своїй творчій галузі. Подібність особливо виражена між «внутрішньою необхідністю» (Innere Notwendigkeit) Кадинського і лабанівською концепцією внутрішнього зусилля, також між «теорією гармонії» (Harmonielehre) для атональності і лабанівською «Harmonielehre» у виконавця танцю. Також впадає в око подібність теорії Лабана з думками філософа і містика Г. І. Гурджиєва

### Монте Веріта та практичні експерименти з рухами (1912—1914)

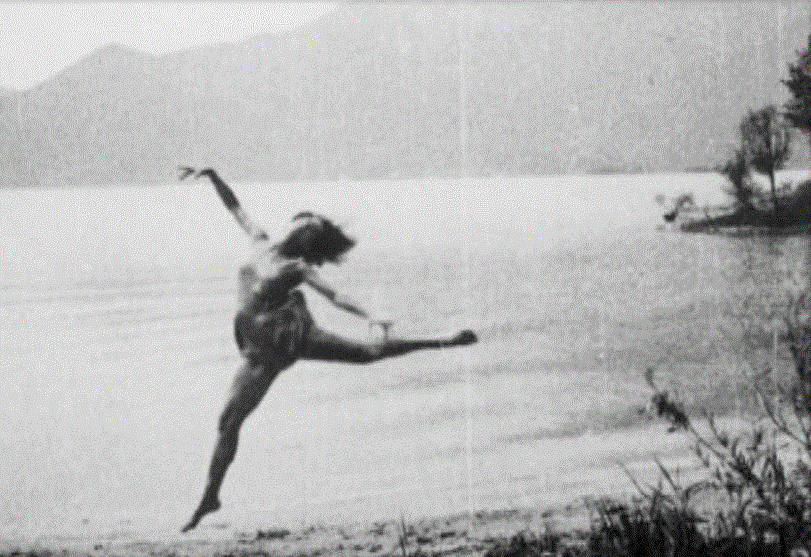
Мері Вігман у Монте Веріта. Кадр з фільму «Living Architecture. Rudolf Laban and the Geometry of Dance»

Влітку 1912 року Лабана із його танцюристами було запрошено до Монте Веріта (італ. Monte Verita — Гора істини) в Асконі, колонії групи людей-утопістів, що прагнули змінити світ власним прикладом, яка існувала у першій чверті XX століття, і на озеро Маджоре (Швейцарія), котрі він називав своїми фермами танцю. Навчав музичного мистецтва (нім. Tonkunst), мистецтва слова (нім. Wortkunst), мистецтва руху (нім. Bewegungkunst) а також мистецтва пластики (нім. Plastikkunst). Цей експеримент сільського життя з його обов'язками городніх робіт, ткацтва, приготування їжі й будівельних робіт та вплив цих факторів на свободу мислення стали основою його пізніших «рухових хорів» (нім. Bewegungschöre). Можливо тоді зміцнились його переконання, що людська істота для повного розвитку потребує існування в гармонії з природою і космосом. Він бачив рух як спільний знаменник всіх компонентів: ритму, вібрації, пульсації, напруження і релаксації, потягу і відштовхування, стабільності і мобільності, колові і коливні рухи — основних елементів руху людини та її середовища. Положення і стабільність були для нього ілюзорними а усе характеризувалось нестабільністю і зміною.
У 1912 році до його команди долучилась Сюзанн Перроттет (Suzanne Perrottet), а роком пізніше і Мері Вігман. Обидві пройшли навчання у Далькроза. У 1914 році вони підготували велику програму для виставки «Deutsche Werkbund» в Кельні під назвою «Der Sieg des Opfers» (Перемога жертви), але вистава не відбулася через початок Першої світової війни. Колектив переїхав до Цюриха (Швейцарія), де Лабан ставить хореографію для Мері Вігман та презентує лекції про етнологію танцю, приділяючи значну увагу своєму танцювальному кредо: «тиші» і «пригоди», котрі будучи суттю як світу матеріального, так і духовного, можуть синтезуватись у мистецтві танцю. Танцюристи Лабана швидко стають улюбленцями дадаїстів (авангардистська літературна течія), що мешкали у місті, але сам Лабан уникав нігілістичних настроїв та демонстрації зв'язків з товариством, пов'язаним з нічним клубом «Кабаре Вольтер» (фр. Cabaret Voltaire), центром зародження дадаїзму.

### Артистичні концепції та творча діяльність (1915—1926)
У 1915 році в Цюриху Лабан засновує Хореографічний інститут, у якого згодом з'явились філії в інших містах Європи.
Лабан поступово ставав популярною фігурою, не лише через свої теорії танцю та сценічні інновації, а і через спосіб життя і повагу з боку жінок. Воєнні роки були критичними для нього з точки зору фінансів та здоров'я, але одночасно дуже плідними на ідеї, саме у цей період з'явились терміни «театр танцю», «танцювальна освіта», «танець у суспільстві», «знання про танець», «політика танцю», «теорія танцю» і «основи терапії танцем». Його методи роботи на той час були абсолютно революційним; імпровізація як творчий метод, замість музики — звуки або тиша; групова режисура; свобода для тіла проявляється як у русі так і костюмі; взаємозамінність ролей; змінний, неметричний ритм; запровадження на сцені крупних форм руху всього тіла, що чергуються з тонкими фразами, наприклад, рухів долоні.
На ту пору не баченим нововведенням був творчий підхід до створеного один раз танцю, не як закінченої форми, а як завершення певного творчого етапу, що дозволяло відтворення тієї ж хореографії в інших костюмах, зі зміненими декораціями, з іншим музичним супроводом, або навіть іншою групою або частиною групи в іншому віці або статі. Танець міг бути також змінений після сплеску нового натхнення, який був результатом внутрішніх протиріч, і проявлявся у декораціях, ритмі, гротеску, естататичності. Лабан звільнив свою творчу думку, реалізуючи найдивовижніші вистави, наприклад, у 1926 році з Герт Рут Лешер (Gert Ruth Loeszer) поставив танцювальний спектакль за Вагнером — але без музики. Крім того, Лешер, дипломована балерина, була гарячим шанувальником нудизму. Вистава не обійшлося і без скандалу.
У 1921 році створив групу «Tanzbuhne Laban» («Танцмайданчик Лабана» — театр експресивного танцю) у Штуттгарті. До складу групи увійшли Курт Джоосс (Kurt Jooss), Едгар Франк (Edgar Frank), Герта Феіст (Herta Feist), Альбрехт Наст (Albrecht Knust), Йенс Кіт (Jens Keith) та ще двадцять танцюристів. У 1922—1927 здійснив понад десять великих постановок. Серед них варто відзначити: постановку «Faustus Erlösung» (1922) за Гете, у якій ансамбль танцюристів відтворював те, що декламував хор співаків. «Gaukelei»; («Жонглерка») від 1923 року — танцювальна драма без музичного супроводу; «Nacht» («Ніч») з 1927-го сатирична річ, у якій нудні, прозаїчні рухи поєднувались з джазовою музикою, що чергувалась з тишою або тихим декламуванням. У той же час з Дусею Берескою (Dussia Bereska) створив колектив «Kammertanzbuhne Laban», у якому поставлено до сорока сольних танців і квартетів. Однак у 1926 році при виступі у спектаклі «Don Juan» («Дон Жуан») Лабан отримав травму, яка поклала край не лише його виступам, але і створеному репертуару.

### Ессен і мережі шкіл танцю у Європі (1929—1933)

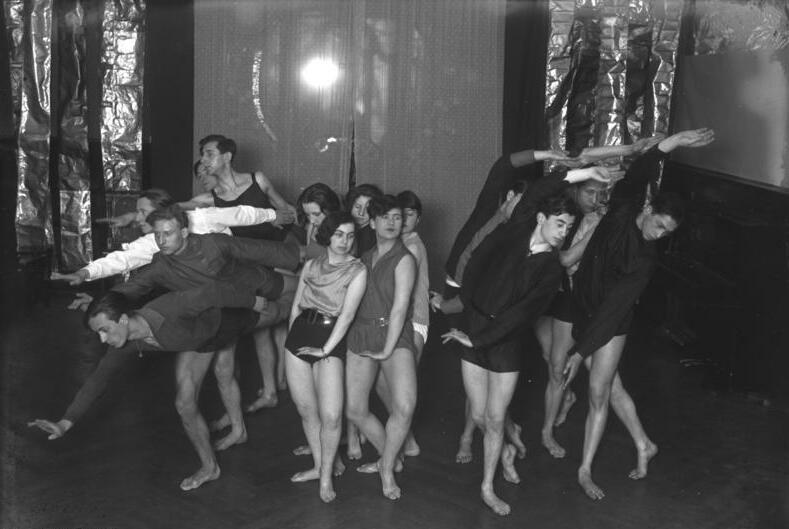
Школа танцю Лабана. Берлін, 1929

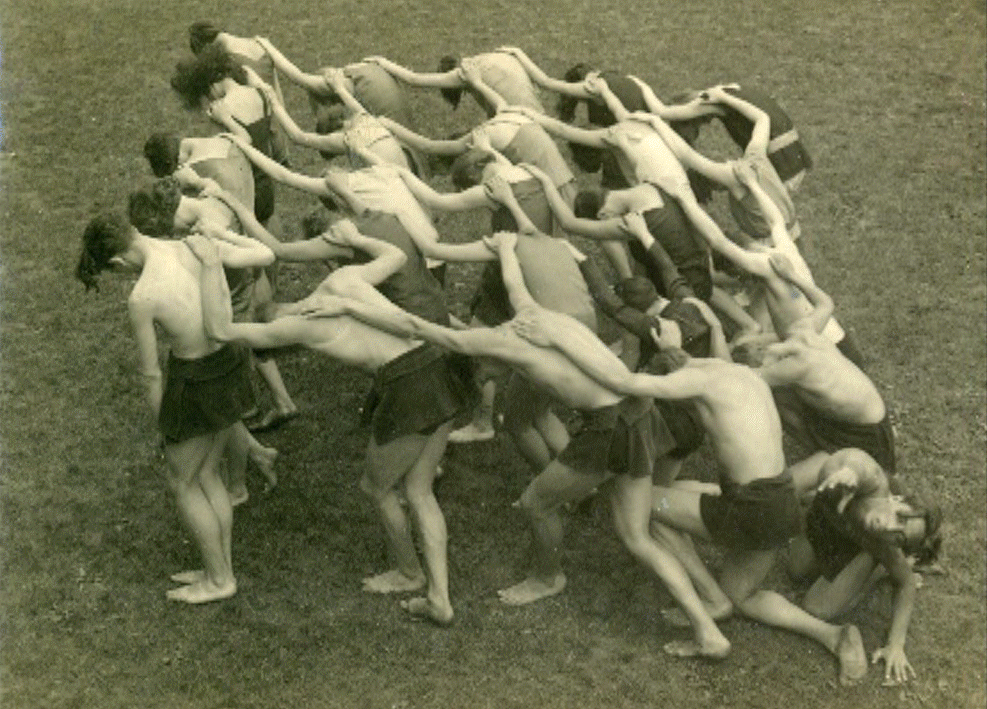
Групова хореографія Лабана. Кадр з фільму «Living Architecture. Rudolf Laban and the Geometry of Dance»

У 1929 році він заснував в Ессені «Folwang Schule», директором якої ств Курт Джоосс. Крім того, школи було створено в Італії, Франції, Угорщині, Югославії, Нідерландах, Чехії та Словаччині. Лабан відвідував кожну з них раз на місяць. Метою шкіл було проведення курсів професійної танцювальної підготовки для майбутніх танцюристів лабанівських команд і підготовки керівників аматорських танцювально-рухових ансамблів.
На відміну від Вігман, Лабан визнав необхідність застосування танцювальних методик, з особливим акцентом на балетну техніку, яка для нього була основою для розвитку свого методу танцю, для умов суспільства часів індустріалізації двадцятого століття. Його робота була ґрунтувалась на розвитку здібностей організму за допомогою фізичних вправ на основі просторових масштабів і ритміко-динамічних досліджень та імпровізації і творчості. Головним у його роботі був танцюрист, і його відносин з навколишнім середовищем та іншими танцюристами; група та група групова імпровізація. Роботи Лабана виділялись з інших систем фізичної освіти бажанням створювати художні та мистецькі форми. Його студенти щороку складали іспити з нотації та теорії і практики танцю і мали можливість отримати Диплом Лабана.
У 1930 році Лабана було призначено режисером танцю і рухової пластики у Прусських Театрах у Берліні. Він також був керівником балету в Національній опері Унтер-ден-Лінден. Його робота отримала погану репутацію через ламання балетних традицій та недотримання рангів зірковості у балеті. У той час як Лаван розробив свою концепцію колективного танцю, як повернення до природного життя, у місцевій громаді танець був формою вираження, що допускалась для кожного члена групи. Переконання демократичності структури рухомих хорів привело його до відмови від роботи солістом в балетній трупі Берлінської опери у 1932 році. Колективний рух для нього був ілюстрацією віри в автономію кожної людини, її цінності і потреби належати до соціальної групи.

### Політика і нацизм
Успіхи в хореографії, однак, стали потерпати від політики і з приходом у Німеччині до влади у 1933 році нацистів вони почали даватись важче. Лабан ігнорує політичну ситуацію, навіть коли в результаті нацистських переслідувань з Німеччини емігрували його найближчі соратники єврейського походження — Курт Джоосс, Мартін Глейзнер, Сільвія Бодмер. Можна сказати, що він навіть підтримував нацистів, оскільки його команда створила рекламну виставу для націонал-соціалістичної партії. Критична ситуація склалася у 1936 році, коли Лабан організував величезний колектив танцюристів під назвою «Vom Tauwind Und der Nauen Freude» («Про теплий бриз і нову радість») на відкриття Олімпійських ігор у Берліні. Проте, офіційний цензор «нацистської олімпіади» Йозеф Геббельс не знайшов у художньому баченні Лабана ідеї надлюдини з її силою і владою, і навіть більше — він знайшов там презирство до ідеї Великої Німеччини. Лабан став ізгоєм, його ім'я було внесене до списку заборонених авторів, його школа була закрита а колеги почали переслідуватись. Політика заперечення стосовно Лабана була настільки результативною, що лише у 1980-х роках знову почали визнавати його заслуги.
У 1937 році Лабан отримав візу для поїздки до Франції, а в листопаді він приїхав до Парижа. Вся операція, пов'язана з виїздом, була підготовлена Куртом Джооссом. Лабан був хворий, пригнічений, і у важкому шоці від ситуації, що склалася. Ним заопікувалась танцювальний педагог Ліза Ульманн (нім. Lisa Ullmann). Майже два роки пішло на одужання. Лабан не міг продовжувати свою роботу, тому що всі матеріали залишились у Берліні. Лише деякі із своїх ідей був у змозі відновити по пам'яті. Поступово він починав нове життя, беручи участь в у різних сферах — промисловості, освіті, відпочинку, терапії й драматургії. Він працював з консультантом в області ергономіки Лоуренсом (англ. F. C. Lawrence), який потребував фахівця з руху, щоб підготувати жінок до використання машин, що раніше обслуговувались мужчинами. Лоуренс і Лабан розробили систему спостереження руху, проведення досліджень в різних ситуаціях, пов'язаних з функціонуванням економіки у стані війни. З цього періоду йде розвиток базового елемента, яким є дія типу «Antrieb/Effort» («Привод/Зусилля»). Згодом, у 1947 році він опублікував книгу з цих питань («Effort: Economy of Human Movement»).

### Еміграція до Великої Британії

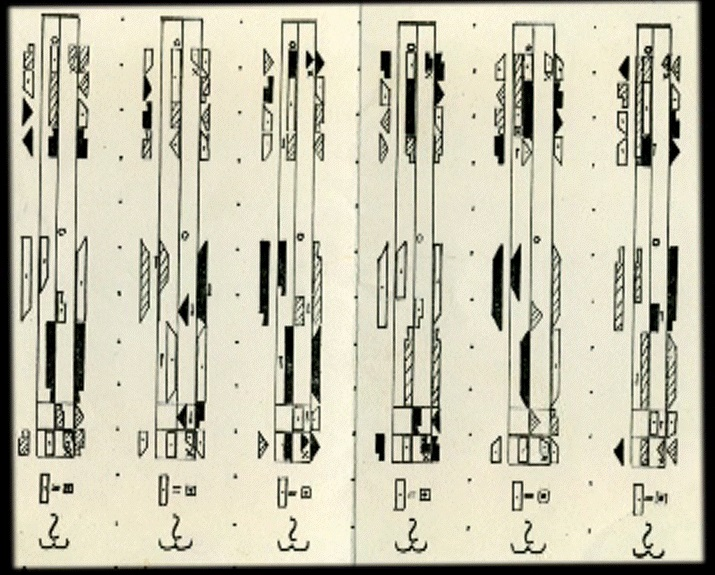
Картка з нотацією Лабана, виконана його студенткою Валері Престон-Данлоп

Повоєнні роки були для Лабана і його опікунки важкими як через стан здоров'я, так і через німецьке громадянство, що не давало права на трудову діяльність на території Великої Британії. У 1940—1948 роках мешкали спочатку у Ньютоні, потім у Манчестері, де Ульман провадила низку лабанівських курсів для дитячих вчителів та молоді. Ця робота для Лабана не була цікавою, він перш за все шукав зв'язків зі сценою. Зрештою розпочав співробітництво з «Bradford Civic Theater» а згодом з «British Drama League». У 1953 році Студія мистецтва руху у складі Маріон Норт (англ. Marion North та Валері Престон (англ. Valerie Preston) а також Джеральдін Стефенсон (англ. Geraldine Stephenson) перемістилась до Аддлстоуна (графство Суррей, Англія). До 1954 року «Laban Centre», продовжуючи роботи, започатковані Берлінським хореографічним інститутом, функціював як лабораторія Лабана. У 1975 році студія після переїзду з Манчестера до Лондона стала всесвітньо відомим «Центром руху і танцю Лабана». Через погіршення стану здоров'я Лабан був ізольований від основних робіт, але отримував багато задоволення від компанії вчителів, які проходили навчання у великій кількості за програмами курсів, що до цього були розробленої для британських шкіл.
Рудольф Лабан помер у 1958 році у Вейбриджі.

## Заслуги Лабана
Великий розум свого часу, але не завжди розумілий, вважається основоположником нової ери танцю. Він не був автором блискучої хореографії, але був геніальним автором творів, у яких він експериментував з різними аспектами цього мистецтва. У своїй роботі він стикав простір, джерела руху, пластику, традиції, вирази, жести, абстракції і звук — а також, реакцію аудиторії. Він залишив багато робіт і книг, але перш за все учнів і послідовників. Лабан не був танцюристом високої техніки, але у нього була присутність і особовість, що притягувала аудиторію. Мав величезний вплив на своїх учнів, їх біографію і життєві шляхи. Для багатьох з них робота з Лабаном стала значною віхою в їх житті й творчості
На основі спостереження за рухом у народних танцях, спорті, роботі робітників та гімнастиці Р. Лабан розробив власну теорію руху, яка за його словами була поділена на три компоненти: енергію (м'язова сила), час (темп) і простір (оточення).
Лабан прагнув до відродження соціальної ролі мистецтва як спільної дії людей; головну роль у цьому він відводив танцю. Справжній новатор і один з перших теоретиків танцю, він придумав нову систему його запису — «лабанотацію». Найбільшу популярність Лабан отримав як творець «експресивного танцю» («Ausdruckstanz») і мистецтва «рухомих хорів» (останній вид мистецтва був особливо поширений в Німеччині та Радянському Союзі у 1920-1930-х роках)
Щоб танець піднявся на рівень інших мистецтв, у ньому повинен відбутися переворот, подібний до того, який на початку XX століття стався в образотворчому мистецтві. Лабан допоміг цей переворот зробити. Мабуть, найрадикальніший з усіх піонерів вільного танцю, він відмовився не лише від традиційних танцювальних па, а й від музичного акомпанементу, теми і сюжету. Він відкрив, що виразність танцю надає простір, а не тіло як таке. Звільнившись від завчених рухів, тіло повинно шукати власні ритми і «впиватися простором».
Р. Лабан створив х декілька наукови шкіл, що займались аналізом законів руху. До грона учнів Лабана належали Мері Вігман, Курт Йосс і Вероніка Шерборн.
До послідовників Лабана належать Піна Бауш та Вільям Форсайт. Дослідження концепцій Лабана проводились теоретично та практично доктором Валері Престон-Данлоп та доктором Ана Санчеш-Кольберг під назвою «Хореологічні дослідження» (англ. Choreological Studies) у «Центрі руху і танцю Лабана» в Лондоні

## Праці та публікації
- (Undated). Harmonie Lehre Der Bewegung (German). (Handwritten copy by Sylvia Bodmer of a book by Rudolf Laban) London: Laban Collection S. B. 48.
- (1920). Die Welt des Taenzers [The world of Dancers] (German). Stuttgart: Walter Seifert. (3rd edition, 1926)
- (1926). Choreographie: Erstes Heft (German). Jena: Eugen Diederichs.
- (1926). Gymnastik und Tanz (German). Oldenburg: Stalling.
- (1926). Des Kindes Gymnastik und Tanz (German). Oldenburg: Stalling.
- (1928). Schriftanz: Methodik, Orthographie, Erlaeuterungen (German). Vienna: Universal Edition.
- (1929). «Das Choreographische Institut Laban» in Monographien der Ausbildungen fuer Tanz und Taenzerische Koeperbildung (German). Edited by Liesel Freund. Berlin-Charlottenburg: L. Alterthum.
- (1947). with F. C. Lawrence. Effort: Economy of Human Movement London: MacDonald and Evans. (4th reprint 1967)
- (1948). Modern Educational Dance. London: MacDonald and Evans. (2nd Edition 1963, revised by Lisa Ullmann)
- (1948). «President's address at the annual general meeting of the Laban art of movement guild». Laban Art of Movement Guild News Sheet. 1 (April): 5-8.
- (1950). The Mastery of Movement on the Stage. London: MacDonald and Evans.
- (1951). «What has led you to study movement? Answered by R. Laban». Laban Art of Movement Guild News Sheet. 7 (Sept.): 8-11.
- (1952). «The art of movement in the school». Laban Art of Movement Guild News Sheet. 8 (March): 10-16.
- (1956). Laban's Principles of Dance and Movement Notation. London: MacDonald and Evans. (2nd edition 1975, annotated and edited by Roderyk Lange)
- (1960). The Mastery of Movement. (2nd Edition of The Mastery of Movement on the Stage), revised and enlarged by Lisa Ullmann. London: MacDonald and Evans. (3rd Edition, 1971. London: MacDonald and Evans) (1st American Edition, 1971. Boston: Plays) (4th Edition, 1980. Plymouth, UK: Northcote House)
- (1966). Choreutics. Annotated and edited by Lisa Ullmann. London: MacDonald and Evans.
- (1974). The Language of Movement; A Guide Book to Choreutics. Annotated and edited by Lisa Ullmann. Boston: Plays. (American publication of Choreutics)
- (1975). A Life For Dance; Reminiscencs. Translated and annotated by Lisa Ullmann. London: MacDonald & Evans. (Original German published 1935.)
- (1984). A Vision of Dynamic Space. Compiled by Lisa Ullmann. London: The Falmer Press.